# Bernd Jakubowski
Bernd Jakubowski (Rostock, 10 dicembre 1952 – Dresda, 25 luglio 2007) è stato un calciatore tedesco orientale, di ruolo portiere.

## Carriera
Ha iniziato a giocare nella squadra della sua città natale: l'Hansa Rostock, dove è rimasto dal 1971 al 1977, anno del passaggio al Dinamo Dresda.
Con la squadra di Dresda ha giocato fino al 1986, anno del ritiro, e ha vinto una volta la DDR-Oberliga e tre volte la FDGB Pokal.
Jakubowski è stato anche il portiere della Nazionale tedesca orientale, con cui ha vinto la medaglia d'argento ai Giochi olimpici di Mosca 1980.

## Palmarès

### Club

#### Competizioni nazionali
- DDR-Oberliga: 1

Dinamo Dresda: 1977-1978
- FDGB Pokal: 3

Dinamo Dresda: 1981-1982, 1983-1984, 1984-1985

### Nazionale
- Argento olimpico: 1

Mosca 1980